# Johann Höfelich
Johann Höfelich (geboren 1796 in Wien; gestorben 11. November 1849 ebenda) war ein österreichischer Drucker und Verleger.

## Leben
Höfelich wurde Ende des 18. Jahrhunderts als Sohn eines Wiener „Cartanlmachers“ geboren. Nach dem Sieg über die Truppen von Napoleon Bonaparte und der Neuordnung Europas besuchte er – mit kleineren Unterbrechungen mehr als ein Jahrzehnt lang – von 1815 bis 1828 die Wiener Kunstakademie, in deren Spezialabteilung für Zeichenkunst er eine besondere Ausbildung erhielt.

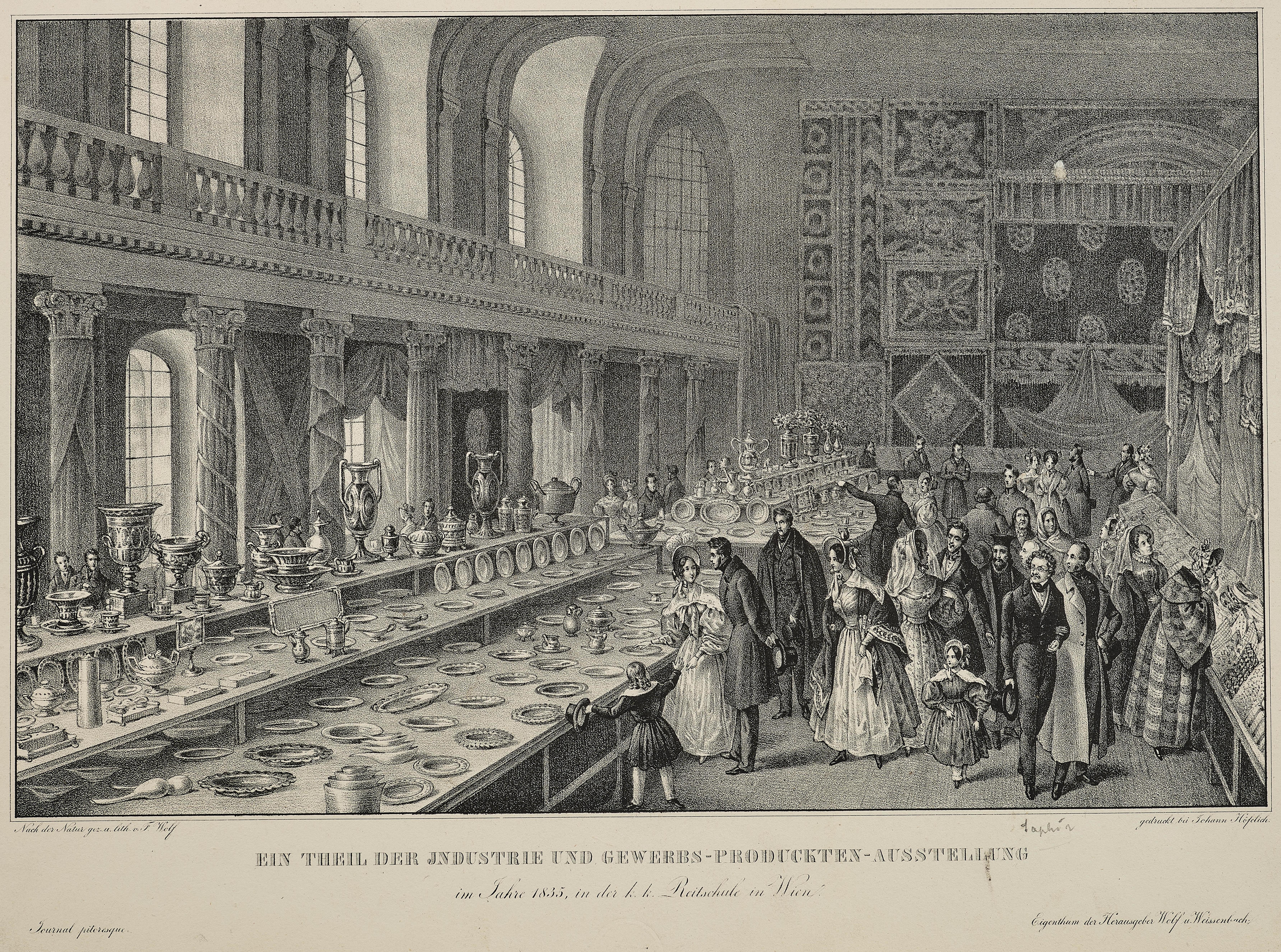
„Ein Theil der Industrie- und Gewerbs-Produckten-Ausstellung im Jahr 1835 in der k. k. Reitschule in Wien“;
von Franz Wolf, Druck von Höfelich

1834 bat er um amtliche Genehmigung zur Führung einer eigenen lithographischen Anstalt, die er ab der behördlichen Bewilligung von 1835 dann lebenslang leitete als Inhaber des Verlages Johann Höfelich & Comp.
Im Zuge der Industrialisierung und der technischen Weiterentwicklungen suchte er 1840 um amtliche Erlaubnis, für die Vervielfältigung  lithographischer Zeichnungen eine Hochdruckpresse verwenden zu dürfen. Nach Rücksprache mit der Genossenschaft der privilegierten Buchdrucker, deren Mitgliedern damals noch „ausschließend“ der Betrieb solcher Pressen zustand, wurde Höfelich bedeuted, dass er Pressen jeglicher Konstruktion zum Druck von Lithografien verwenden dürfe, nicht jedoch unter Verwendung von Buchdrucklettern.
Höfelich, der geschäftliche Verbindungen zu der An der Wien gelegenen Anstalt des Lithografen Alois Leykum im Haus Zum Kegel 37 unterhielt, druckte unter anderem Girolamo Franceschinis Vielfarb-Lithografien Uniformbilder österreichischer Grenzschutztruppen, die im Verlag von Joseph Bermann erschienen.
Nach Höfelings Tod wurde seine Witwe Elisabeth Höfelich (geboren um 1799; gestorben 25. September 1855) Inhaberin des Kunstverlags Johann Höfelich & Comp., der ab dem 3. Juni 1850 unter dem Namen Johann Höfelich's Wwe. in Wien firmierte.